# Ivan Ivanov (football, 1942)
Pour les articles homonymes, voir Ivan Ivanov et Ivanov.
Ivan Vasilev Ivanov (bulgare : Иван Василев Иванов), né le 31 mars 1942 en Bulgarie et décédé le 28 mai 2006, est un joueur de football international bulgare qui évoluait au poste de gardien de but.

## Biographie

### Carrière en sélection
Avec l'équipe de Bulgarie, il joue un match face à l'équipe du Soudan en 1963. 
Il figure dans le groupe des sélectionnés lors de la Coupe du monde de 1962, sans jouer de match lors de cette compétition.